# Murata (Miyagi)
Murata (村田町 Murata-machi?) es un pueblo localizado en la prefectura de Miyagi, Japón. Tiene una población estimada, a fines de enero de 2022, de 10 395 habitantes.
Su área total es de 78,38 km².

## Geografía

### Municipios circundantes
- Prefectura de Miyagi
  - Sendai
  - Natori
  - Iwanuma
  - Ōgawara
  - Shibata
  - Kawasaki
  - Zaō

## Demografía
Según datos del censo japonés, la población de Murata ha disminuido en los últimos años.
| Año del censo | Población |
| ------------- | --------- |
| 1995          | 13.539    |
| 2000          | 13.166    |
| 2005          | 12.740    |
| 2010          | 11.995    |
| 2015          | 11.501    |
| 2022 (est.)   | 10.395    |